# Williams FW14
Chronologie des modèles (1991)
Williams FW13 Williams FW14B
La Williams FW14 est la monoplace de Formule 1 conçue par les ingénieurs Patrick Head et Adrian Newey pour l'écurie britannique Williams F1 Team dans le cadre du championnat du monde de Formule 1 1991. Newey commence à travailler sur la nouvelle voiture peu après avoir rejoint l'équipe en 1990. Il a déjà conçu une série de voitures aérodynamiquement et techniquement très efficaces chez March avec un budget limité, et peut maintenant développer entièrement ses idées avec plus de moyens chez Williams. La conception démontre assez de promesses pour convaincre Nigel Mansell de renoncer à ses plans de retraite du sport automobile et de rejoindre Williams, au détriment de Ferrari. Le Britannique fait équipe avec l'Italien Riccardo Patrese.

## Historique

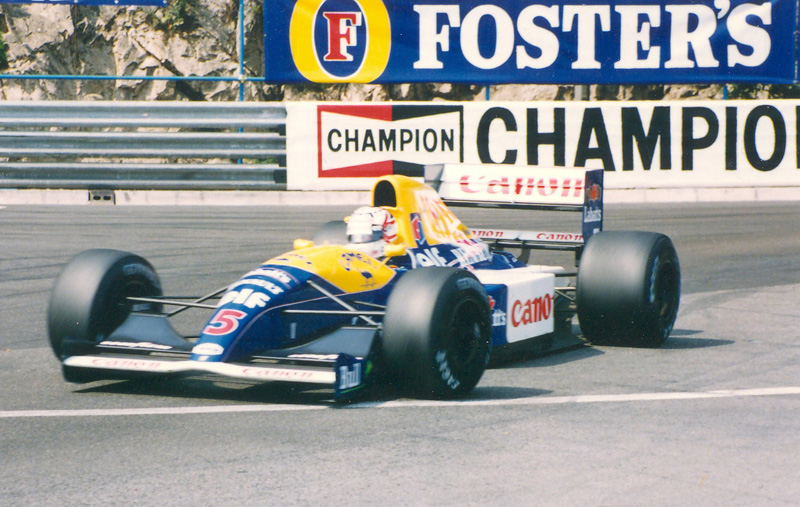
Nigel Mansell à bord de la Williams FW14 lors du Grand Prix de Monaco 1991.

La FW14 fait ses débuts en 1991 au Grand Prix des États-Unis. Les problèmes de jeunesse freinent les progrès de l'équipe britannique. Nigel Mansell et Riccardo Patrese enregistrent sept victoires, mais le championnat des pilotes est remporté par Ayrton Senna sur McLaren. Mansell a abandonné plusieurs fois à cause de la transmission semi-automatique, la plupart de ces abandons se produisant tandis qu'il était en mesure de remporter des courses. Patrese abandonne également à deux reprises alors qu'il menait la course. La supériorité de McLaren est confirmée dans le championnat des constructeurs qu'ils remportent avec 14 points d'avance sur Williams.

## Résultats en championnat du monde de Formule 1

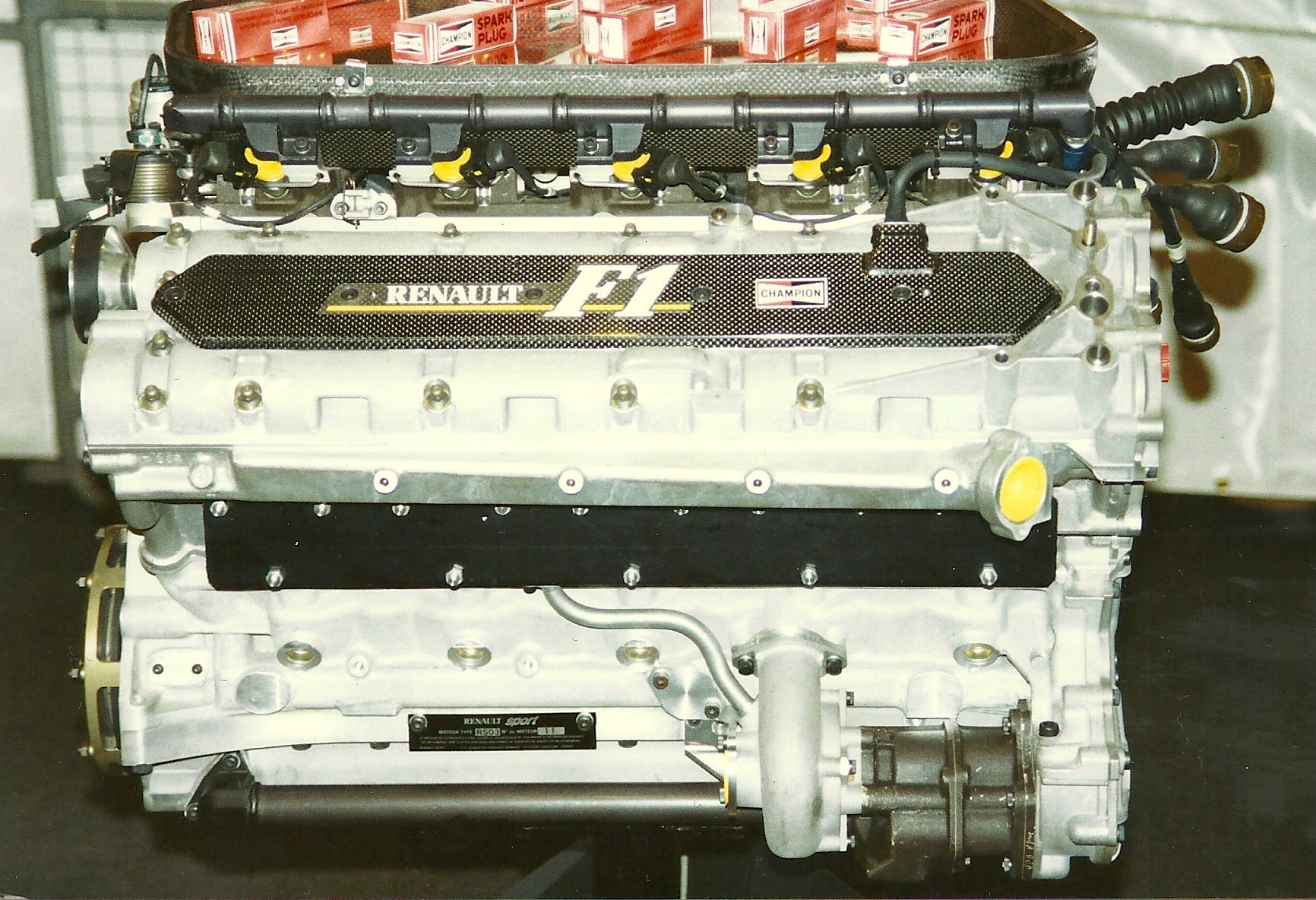
Le moteur RS3 équipant la Williams FW14.

| Saison | Écurie              | Moteur          | Pneus    | Pilotes          | Courses | Courses | Courses | Courses | Courses | Courses | Courses | Courses | Courses | Courses | Courses | Courses | Courses | Courses | Courses | Courses | Points inscrits | Classement |
| Saison | Écurie              | Moteur          | Pneus    | Pilotes          | 1       | 2       | 3       | 4       | 5       | 6       | 7       | 8       | 9       | 10      | 11      | 12      | 13      | 14      | 15      | 16      | Points inscrits | Classement |
| ------ | ------------------- | --------------- | -------- | ---------------- | ------- | ------- | ------- | ------- | ------- | ------- | ------- | ------- | ------- | ------- | ------- | ------- | ------- | ------- | ------- | ------- | --------------- | ---------- |
| 1991   | Canon Williams Team | Renault RS3 V10 | Goodyear |                  | USA     | BRÉ     | SMR     | MON     | CAN     | MEX     | FRA     | GBR     | ALL     | HON     | BEL     | ITA     | POR     | ESP     | JAP     | AUS     | 125             | 2e         |
| 1991   | Canon Williams Team | Renault RS3 V10 | Goodyear | Nigel Mansell    | Abd     | Abd     | Abd     | 2e      | 6e      | 2e      | 1er     | 1er     | 1er     | 2e      | Abd     | 1er     | Dsq     | 1er     | Abd     | 2e      | 125             | 2e         |
| 1991   | Canon Williams Team | Renault RS3 V10 | Goodyear | Riccardo Patrese | Abd     | 2e      | Abd     | Abd     | 3e      | 1er     | 5e      | Abd     | 2e      | 3e      | 5e      | Abd     | 1er     | 3e      | 3e      | 5e      | 125             | 2e         |

Légende : ici 